# Río Jerte

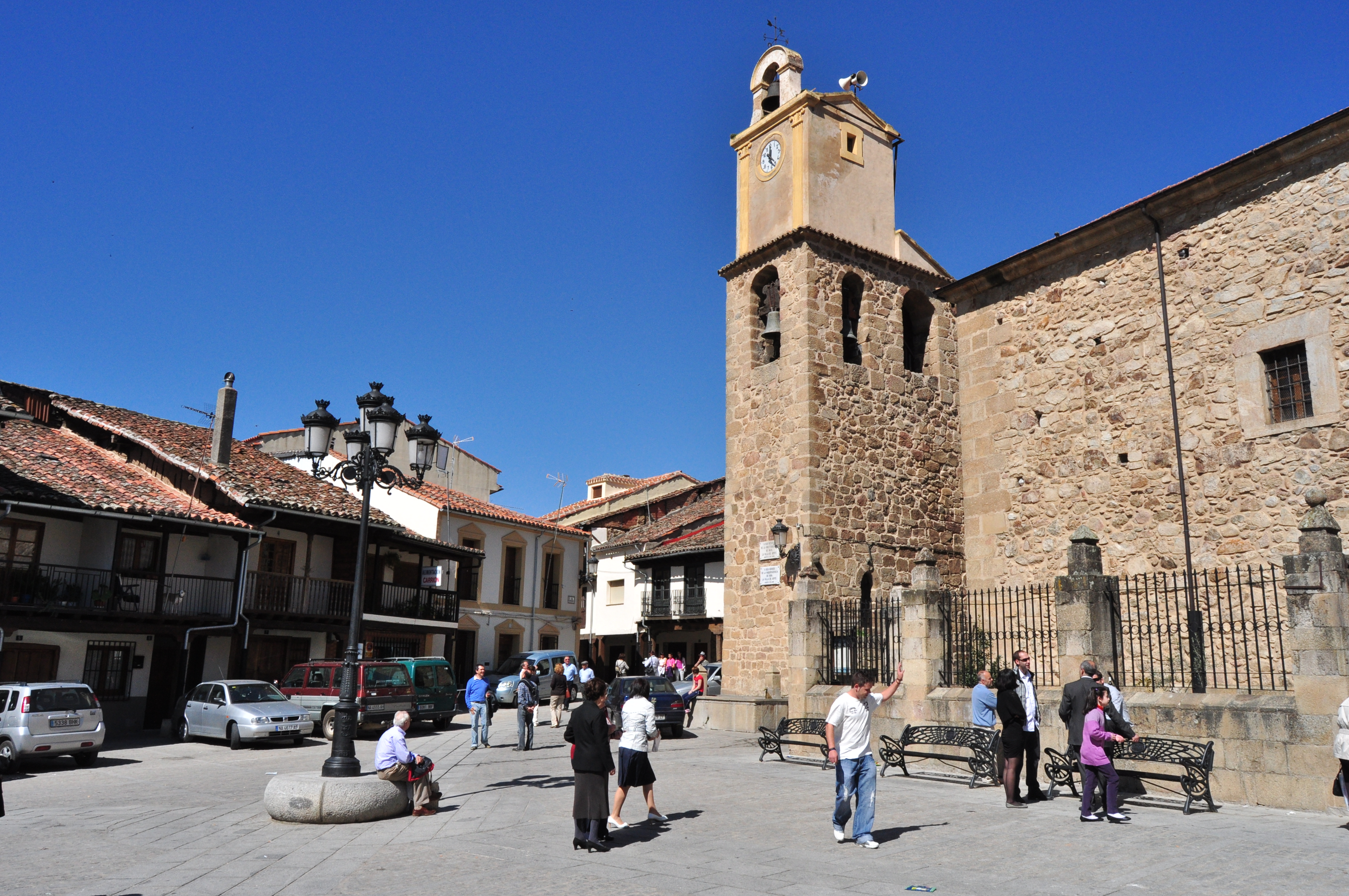
Zentraler Platz im Ort Jerte

Der ca. 70 km lange Río Jerte (arabisch xerit `= „eng“, „klar“) ist ein nördlicher Nebenfluss des Río Alagón in der Provinz Cáceres in der Autonomen Gemeinschaft Extremadura im Südwesten Spaniens. Nach dem Fluss sind auch die Kleinstadt Jerte und das Tal Valle del Jerte benannt.

## Verlauf
Der Río Jerte entspringt – je nach Stärke und Dauer der Regenfälle – in einer Höhe von etwa 1800 bis 2000 m aus mehreren Quellbächen am Südhang des 2401 m hohen Pico Torreón in der Sierra de Solana de Ávila; er fließt zunächst in südwestliche Richtung um nach etwa 30 km in der Embalse de Plasencia gestaut zu werden. In der Stadt Plasencia wendet sich sein Lauf kurzzeitig nach Norden und danach in Richtung Westen; bei Carcaboso jedoch nimmt er seine überwiegend südwestliche Fließrichtung wieder ein. Seine Mündung in den Río Alagón befindet sich auf dem Gemeindegebiet von Galisteo.

## Nebenflüsse
- Garganta de San Martín
- Garganta de Los Infiernos

## Stausee
- Embalse de Plasencia

## Orte am Fluss
- Tornavacas
- Jerte
- Cabezuela del Valle
- Navaconcejo
- Plasencia
- Carcaboso
- Aldehuela del Jerte
- Galisteo

## Sehenswürdigkeiten
Sehenswert sind die zuerst waldreichen, später dann eher ariden Berg- und Hügellandschaften im Valle del Jerte sowie die ca. 40.000 Einwohner zählende Stadt Plasencia; auch die Kleinstädte Jerte und Cabezuela del Valle verdienen Beachtung. Einer der Hauptzuflüsse des Río Jerte ist die Garganta de los Infiernos. Das gleichnamige Naturreservat ist ein Anziehungspunkt für Wanderungen und Ausflüge zu natürlich entstandenen Badestellen mit Kaskaden und Granitbecken.